# Bomarea carderi
Bomarea carderi là một loài thực vật có hoa trong họ Alstroemeriaceae. Loài này được Mast. miêu tả khoa học đầu tiên năm 1876.